# Heinz-Peter Spahn
Heinz-Peter Spahn (* 23. Februar 1950 in Essen) ist ein deutscher Wirtschaftswissenschaftler.

## Leben
Heinz-Peter Spahn wurde 1992 Professor für Volkswirtschaftslehre, insbesondere Wirtschaftspolitik, an der Universität Hohenheim. Seit 2010 publiziert er unter dem Namen Peter Spahn. Zu seinen Lehr- und Forschungsgebieten zählen Makroökonomie, Geld- und Währungspolitik sowie Theoriegeschichte. 2003 war er Gründungsmitglied der Keynes-Gesellschaft. Spahn emeritierte 2017. Von 2018 bis 2022 war er Vorsitzender des Ausschusses für die Geschichte der Wirtschaftswissenschaft im Verein für Socialpolitik.

## Veröffentlichungen
- Makroökonomie – Theoretische Grundlagen und stabilitätspolitische Strategien. Berlin / Heidelberg [u. a.]: Springer, 2. Aufl. 1999, ISBN 3-540-65223-X.
- From Gold to Euro. On Monetary Theory and the History of Currency Systems. Berlin / Heidelberg [u. a.]: Springer 2001, ISBN 3-540-41605-6.
- Geldpolitik – Finanzmärkte, neue Makroökonomie und zinspolitische Strategien. München: Vahlen, 3. Aufl. 2012, ISBN 978-3-8006-4478-0.
- Streit um die Makroökonomie. Theoriegeschichtliche Debatten von Wicksell bis Woodford. Marburg: Metropolis-Verlag, 2016, ISBN 978-3-7316-1193-6.[2]
- Central bank and lender of last resort (mit Michael Knittel und Sybille Sobczak). In: Philip Arestis / Malcolm Sawyer (Hg.): A handbook of alternative monetary,  economics, Cheltenham [u. a.]: Elgar 2006, 258–272. ISBN 978-1-84720-280-2